# Hotel Savoy

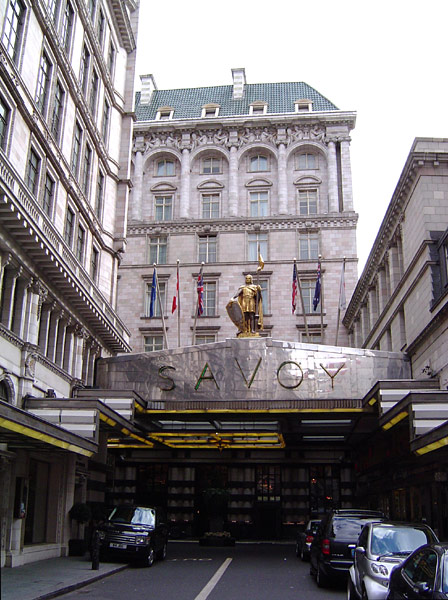
Hotel Savoy w Londynie

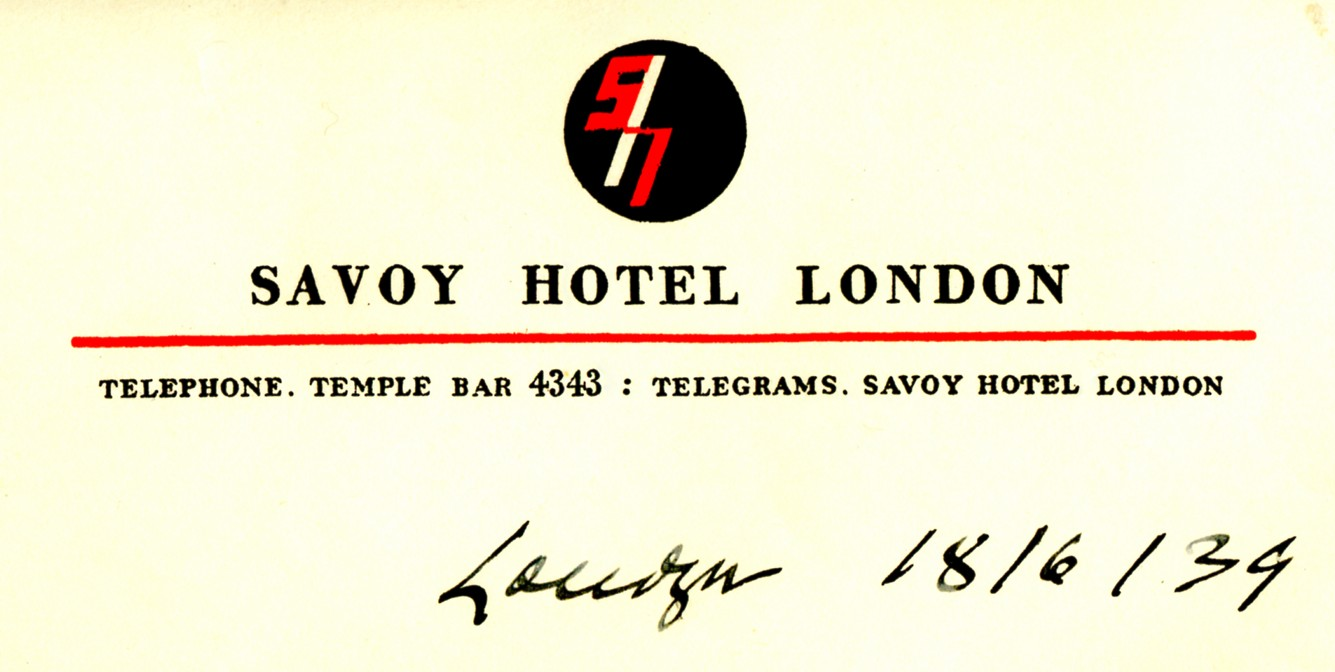
Fragment listu min. A. Olszewskiego napisanego na papierze firmowym londyńskiego hotelu Savoy w czerwcu 1939

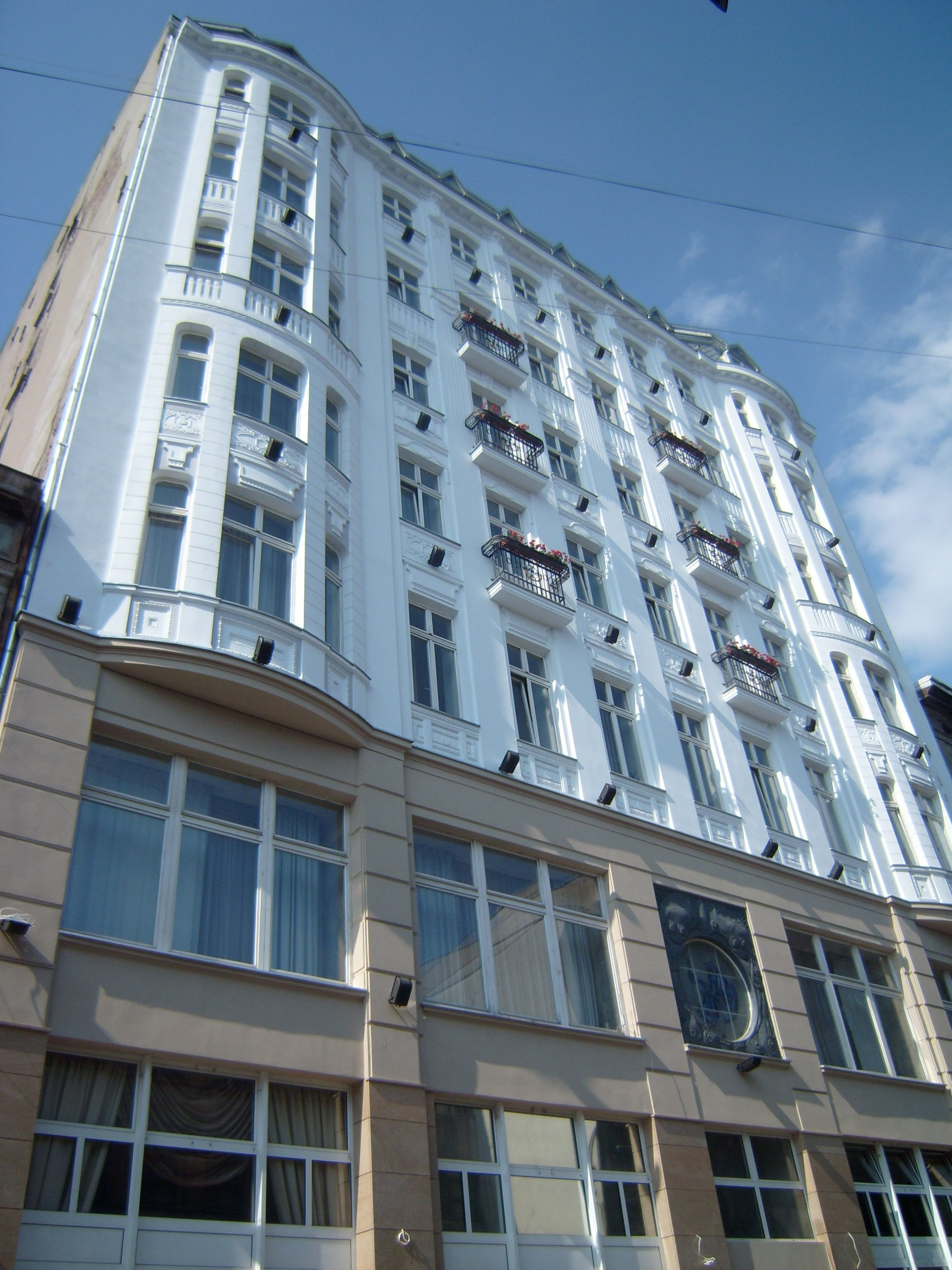
Hotel Savoy w Łodzi

Hotel Savoy – nazwa hoteli, z których pierwszym uruchomionym był Savoy Hotel przy Strand (Savoy Court) w City of Westminster w Londynie w roku 1889. Savoy Group, zarządzająca hotelami i restauracjami, była założona przez rodzinę zmarłego w 1901 impresario teatralnego Richarda D’Oyly’ego Carte’a. Pozostałe londyńskie hotele w tej sieci nosiły nazwy: The Berkeley, The Connaught i Claridge’s. Wysoka renoma londyńskiego hotelu Savoy spowodowała, że również w innych miastach na całym świecie zaczęły powstawać hotele o tej samej nazwie, co zapewniać miało podróżnym wysoki poziom świadczonych w nich usług. Obecnie hotele Savoy są własnością różnych grup inwestorskich, ale nazwa hoteli pozostała zachowana.

## Hotel Savoy w Londynie
Pierwszym w sieci Savoy był hotel uruchomiony w centrum Londynu w pobliżu Waterloo Bridge (w City of Westminster, w kwartale Savoy Place, Savoy Hill, Savoy Way i Carting Lane: 51°30′35″N 0°07′12″W/51,509722 -0,120000) 6 sierpnia 1889 w miejscu, w którym zlokalizowany był niegdyś Pałac Savoy. Wybudowano go (architektem był Thomas Edward Collcutt) w ciągu pięciu lat w sąsiedztwie Opery Savoy, z przeznaczeniem dla zamożnych turystów przybywających do Londynu m.in. na przedstawienia teatru operowego. Hotel ten był pierwszym w świecie, który miał elektryczne oświetlenie (zasilane z własnego generatora, zasilającego też oświetlenie opery, pierwszego budynku publicznego, mającego takie oświetlenie już od pierwszej chwili oddania do użytkowania) i windy. Innymi rzadkimi na owe czasy luksusami w tym hotelu były łazienki w większości z 268 pokojów, bieżąca (zimna i gorąca) woda we wszystkich pokojach, marmury itp.
Hotel odwiedzany był przez liczne sławne osobistości, m.in. przed II wojną światową bywali w nim Al Jolson, Errol Flynn, Katharine Hepburn, Josephine Baker i Coco Chanel; już podczas wojny miał tu swój osobisty gabinet Winston Churchill, który bywał w tutejszym klubie także przez wiele lat później, do swej śmierci w 1965. Po wojnie w 1946 r. w hotelu Savoy, podczas przyjęcia weselnego dalekiej krewnej królowej, po raz pierwszy widziano wspólnie księżniczkę Elżbietę (dzisiejszą królową Elżbietę) z porucznikiem Mountbattenem, jej przyszłym mężem; kilka lat później szczęśliwa para świętowała tutaj co najmniej jedną rocznicę ślubu kameralną kolacją w jednej z prywatnych sal restauracyjnych hotelu Savoy. Od lat sześćdziesiątych aż do przełomu wieków XX i XXI hotel Savoy cieszył się opinią jednego z najbardziej luksusowych, odwiedzanych przez postacie znane z filmu i estrady (m.in. Louis Armstrong, Marlon Brando, Jane Fonda, The Beatles, Bob Dylan).
W hotelu Savoy odbyła się także zakrojona z rozmachem uroczystość powitania nowego XXI stulecia. Kilka lat później, w grudniu 2007, zdecydowano się poddać hotel gruntownej renowacji. Otwarto go ponownie w 2010.
Obecnie hotel Savoy w Londynie funkcjonuje w sieci Fairmont Hotels and Resorts.

## Hotel Savoy w Moskwie (Отель «Савой»)
Uruchomiony 30 marca 1913 roku Hotel Savoy w Moskwie wybudowany został na zamówienie towarzystwa ubezpieczeń od ognia „Salamander” w narożniku ulic Rożdestwienki i Puszecznej (ул. Рождественки/Пушечной: 55°45′38″N 37°37′23″E/55,760556 37,623056). W pierwszych latach funkcjonowania jego gośćmi byli m.in. Siergiej Jesienin, Isadora Duncan i Antoine de Saint-Exupéry; był on po rewolucji październikowej chętnie też odwiedzany przez nowe elity komunistyczne.
W 1958, w związku ze zbliżającym się X-leciem powstania NRD, przemianowano go na hotel „Berlin”; od tego czasu specjalizował się w obsłudze gości przyjeżdżających do Moskwy z Niemiec (także z Austrii i innych krajów niemieckojęzycznych). Już w 1989 jednak wrócił do swej pierwotnej nazwy. Wśród znanych gości hotelu w ostatnich latach byli m.in. Montserrat Caballé, Luciano Pavarotti, José Carreras, Diego Maradona, Richard Gere, Patricia Kaas, Cindy Crawford. Na początku XXI wieku roku hotel przeszedł gruntowny remont kosztujący ok. 20 milionów USD; uruchomiony został ponownie w grudniu 2005.
Moskiewski hotel Savoy jest własnością spółki «Infa-Otel».

## Hotel Savoy w Mussoorie (Indie)
W roku 1902 luksusowy hotel Savoy uruchomiony został w indyjskim mieście Mussoorie w stanie Uttarakhand; zlokalizowany został na 4,5-hektarowej działce (30°27′36″N 78°03′46″E/30,460000 78,062778) powstałej w miejscu dawnej szkoły.
Odwiedzany był on przez najbardziej utytułowane postaci brytyjskiej arystokracji i elity, m.in. przez księżną Walli (późniejszą królową) Marię; znany jest też m.in. z wydarzeń związanych z uzyskaniem przez Indie niepodległości (odwiedzany był m.in. przez Jawaharlala Nehru z rodziną, w tym z córką Gandhi).
Od 2009 roku Hotel Savoy w Mussorie zarządzany jest przez drugą co do wielkości w Indiach sieć hotelową ITC Welcomgroup Hotels, Palaces and Resorts.

## Inne hotele on nazwie „Savoy”
Hotele o nazwie „Savoy”, różnej wielkości i o różnym standardzie, znajdują się także w innych miejscach na świecie, m.in. w Amsterdamie, Berlinie, Frankfurcie nad Menem, Hamburgu, Pradze i Szarm el-Szejk, jest wśród nich najstarszy z wciąż jeszcze czynnych hoteli na zachód od Missisipi W USA, wybudowany w 1888 Savoy Hotel and Grill w Kansas City.
Do bardziej znanych w Polsce zalicza się hotel Savoy w Łodzi, wybudowany w 1912; był on – ze swoimi siedmioma kondygnacjami – przez pół wieku najwyższym niesakralnym budynkiem w mieście. Warszawski secesyjny hotel Savoy (przy Nowym Świecie nr 58) wybudowany został w roku 1905; pomimo jednak tego, że w dość dobrym stanie przetrwał II wojnę światową, to w czasie remontu w latach 50. większość ze swego stylu utracił. Wrocławski hotel Savoy przy placu Kościuszki (przy skrzyżowaniu ulic Kościuszki i Świdnickiej) jest obiektem kameralnym, oferującym 49 miejsc w 26 pokojach.